# Лоренс (містечко, Нью-Йорк)
Лоренс (англ. Laurens) — місто (англ. town) в США, в окрузі Отсего штату Нью-Йорк. Населення — 2311 особа (2020).

## Демографія
Згідно з переписом 2010 року, у місті мешкали 2424 особи в 1050 домогосподарствах у складі 678 родин. Було 1242 помешкання
Расовий склад населення:
| - 96,1 % — білих - 0,6 % — азіатів - 0,4 % — чорних або афроамериканців - 0,1 % — корінних американців - 1,0 % — осіб інших рас |

До двох чи більше рас належало 1,9 %. Частка іспаномовних становила 2,7 % від усіх жителів.
За віковим діапазоном населення розподілялося таким чином: 19,7 % — особи молодші 18 років, 62,0 % — особи у віці 18—64 років, 18,3 % — особи у віці 65 років та старші. Медіана віку мешканця становила 46,5 року. На 100 осіб жіночої статі у місті припадало 91,2 чоловіків;  на 100 жінок у віці від 18 років та старших — 91,7 чоловіків також старших 18 років.
Середній дохід на одне домашнє господарство  становив 63 051 долар США (медіана — 55 523), а середній дохід на одну сім'ю — 67 864 долари (медіана — 59 094). Медіана доходів становила 40 903 долари для чоловіків та 35 441 долар для жінок. За межею бідності перебувало 15,6 % осіб, у тому числі 22,6 % дітей у віці до 18 років та 2,8 % осіб у віці 65 років та старших.
Цивільне працевлаштоване населення становило 1334 особи. Основні галузі зайнятості: освіта, охорона здоров'я та соціальна допомога — 32,6 %, роздрібна торгівля — 15,5 %, мистецтво, розваги та відпочинок — 11,1 %, будівництво — 6,8 %.